# Partido Socialista Operário Húngaro
O Partido Socialista Operário Húngaro (em húngaro: Magyar Szocialista Munkáspárt, MSzMP) foi um partido político comunista da Hungria, que liderou o regime comunista húngaro de 1956 até ao seu fim em 1989.
O partido foi fundado durante a Revolução Húngara de 1956, como sucessor do Partido dos Trabalhadores Húngaros, para disputar as prometidas eleições democráticas, mas com a supressão soviética da Revolução de 1956, o novo partido reafirmou-se como comunista e completamente fiel à URSS.
Apesar desta fidelidade ao regime soviético, o regime húngaro do MSzMP tornou-se o mais liberal dos países sob controlo soviético, adoptando uma nova política económica e social, conhecida como Comunismo Goulash, inventado por János Kádár, que foi o líder húngaro de 1956 a 1988.
Em 1988, com a saída de Kádár do partido, a ala reformista do partido viria a ganhar o controlo do partido, e, em 1989, na onda da liberalização promovida por Gorbachev na URSS, a ala reformista introduziu um sistema democrático multi-partidário e a promessa de realização de eleições livres o mais depressa possível. 
Além destas reformas no país, a ala reformista alterou os estatutos do partido, abandonando o comunismo e o marxismo-leninismo como ideologias, adoptando o nome de Partido Socialista Húngaro e afirmando-se como um partido de centro-esquerda e social-democrata. Apesar disto, uma ala minoritária, rejeitou tais alterações e criou o Partido Comunista dos Trabalhadores Húngaros.

## Resultados eleitorais

### Eleições legislativas
| Data | Votos     | %          | Deputados | +/- | Status  |
| ---- | --------- | ---------- | --------- | --- | ------- |
| 1958 | 6 431 832 | 99,6 (1.º) | 276 / 338 |     | Governo |
| 1963 | 6 813 058 | 98,9 (1.º) | 252 / 340 | 24  | Governo |
| 1967 | 7 086 596 | 99,7 (1.º) | 259 / 349 | 7   | Governo |
| 1971 | 7 189 125 | 99,0 (1.º) | 224 / 352 | 35  | Governo |
| 1975 | 7 497 060 | 99,6 (1.º) | 215 / 352 | 9   | Governo |
| 1980 | 7 462 593 | 99,3 (1.º) | 252 / 352 | 37  | Governo |
| 1985 | 7 145 601 | 99,1 (1.º) | 288 / 387 | 36  | Governo |